# Gregory Itzin
Gregory Itzin (Washington, D.C., 20 de abril de 1948 – 8 de julho de 2022) foi um ator norte-americano.
Gregory Itzin apareceu como convidado em vários seriados. Ficou conhecido por interpretar o presidente Charles Logan na tão aclamada série 24 Horas, papel pelo qual ganhou uma indicação ao Emmy na categoria Melhor Ator (coadjuvante/secundário) em Drama, em 2006.
Itzin pretendia ser ator de teatro, tendo recebido treinamento no The American Conservatory Theater, em São Francisco, e aparecido em várias peças pelos EUA. Recebeu uma indicação ao Tony Awards pela atuação na peça ganhadora do Prêmio Pulitzer The Kentucky Cycle.
Em 2005, entrou como convidado para 24 Horas, como o Vice-Presidente Charles Logan, personagem que ficou no poder substituindo o Presidente Keeler após ele ser atacado e incapacitado de exercer o cargo por terroristas. Os fãs não gostaram do personagem, que era covarde e incapaz de tomar decisões, mas os produtores do seriado adoraram sua atuação e fizeram dele um dos personagens protagonistas na temporada seguinte. Desde então, os fãs e críticos ficaram maravilhados com a complexa atuação dele, rendendo a indicação ao Emmy.
Fez participações em seriados como Friends, Murder One, NCIS, Judging Amy, Justiça Sem Limites, CSI, The Mentalist, O Desafio e Firefly, além de ter interpretado John Ashcroft no filme de televisão DC 9/11: Time of Crisis e diversos personagens nas diferentes versões do seriado Jornada nas Estrelas.
Em 2009 participou do filme Law Abiding Citizen.
Itzin residiu em Los Angeles com a esposa Judy e seus dois filhos. Ele teve três piercings na orelha e utilizou as cores da bandeira americana nos piercings.
Itzin morreu em 8 de julho de 2022, aos 74 anos de idade.